# انترونكامنتو
انترونكامنتو (بالبرتغالية: Entroncamento‏) هي municipality of Portugal تقع في البرتغال في محافظة سانتاريم. يقدر عدد سكانها بـ 20,206 نسمة .